# Jamaican International 1974
Die Jamaican International 1974 im Badminton fand vom 1. bis zum 5. April 1974 in Kingston statt.

## Sieger und Platzierte
| Disziplin    | Gold                            | Silber                        | Bronze                           |
| ------------ | ------------------------------- | ----------------------------- | -------------------------------- |
| Herreneinzel | Sture Johnsson                  | Roy Díaz González             | Jamie Paulson                    |
| Herreneinzel | Sture Johnsson                  | Roy Díaz González             | Herman                           |
| Dameneinzel  | Jennifer Haddad                 | Beena Narwani                 | Helena DaCosta                   |
| Dameneinzel  | Jennifer Haddad                 | Beena Narwani                 | Barbara Lai                      |
| Herrendoppel | Ade Chandra Herman              | Jamie Paulson Yves Paré       | Soong Chok Soon Saw Swee Leong   |
| Herrendoppel | Ade Chandra Herman              | Jamie Paulson Yves Paré       | Sture Johnsson Roy Díaz González |
| Damendoppel  | Norma Haddad Jennifer Haddad    | Barbara Lai Anne Lowe         | Yvonne Yapp Georgina Hew         |
| Damendoppel  | Norma Haddad Jennifer Haddad    | Barbara Lai Anne Lowe         | Beena Narwani J. Leyow           |
| Mixed        | Robert Richards Jennifer Haddad | Anthony Garcia Helena DaCosta | Geoffrey Haddad Norma Haddad     |
| Mixed        | Robert Richards Jennifer Haddad | Anthony Garcia Helena DaCosta | Richard Wong Margaret Parslow    |

Anmerkungen
1. ↑  H. DaCosta laut World Badminton würde auf Helena DaCosta hindeuten, der Kingston Gleaner berichtet jedoch von Debbie DaCosta.

## Finalresultate
| Disziplin    | Sieger                          | Finalist                      | Ergebnis          |
| ------------ | ------------------------------- | ----------------------------- | ----------------- |
| Herreneinzel | Sture Johnsson                  | Roy Díaz González             | 15–2, 15–7        |
| Dameneinzel  | Jennifer Haddad                 | Beena Narwani                 | 11–3, 7–11, 11–7  |
| Herrendoppel | Ade Chandra Herman              | Jamie Paulson Yves Paré       | 16–17, 15–8, 15–7 |
| Damendoppel  | Norma Haddad Jennifer Haddad    | Barbara Lai Anne Lowe         | 15–12, 15–10      |
| Mixed        | Robert Richards Jennifer Haddad | Anthony Garcia Helena DaCosta | 15–12, 15–7       |